# ATR 42
ATR 42
チェコ航空のATR 42-500
- 用途：旅客機
- 製造者：ATR
- 運用者

  - フェデックス エクスプレス
  - click
  - カナディアンノース航空
  - ほか
- 初飛行：1984年8月16日
- 運用開始：1985年12月9日
- 運用状況：運用中

ATR 42は、フランス・イタリア合弁の航空機メーカーであるATRが製造するターボプロップ双発旅客機である。42は標準座席数である42席（ピッチ 81 cm）を意味する。
ATR 42の胴体と主翼を延長したモデルにATR 72がある。

## 解説

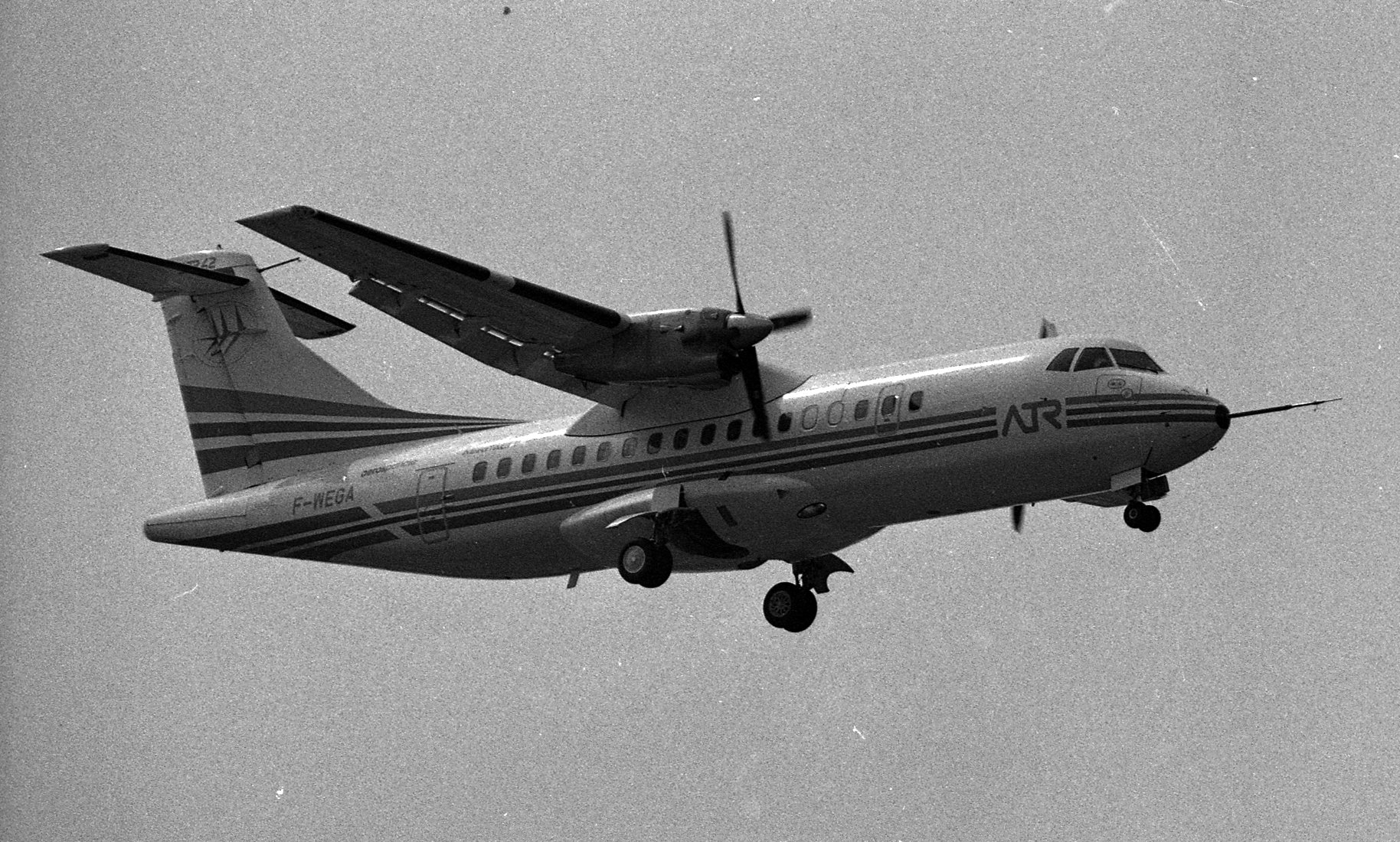
初飛行を行うATR 42

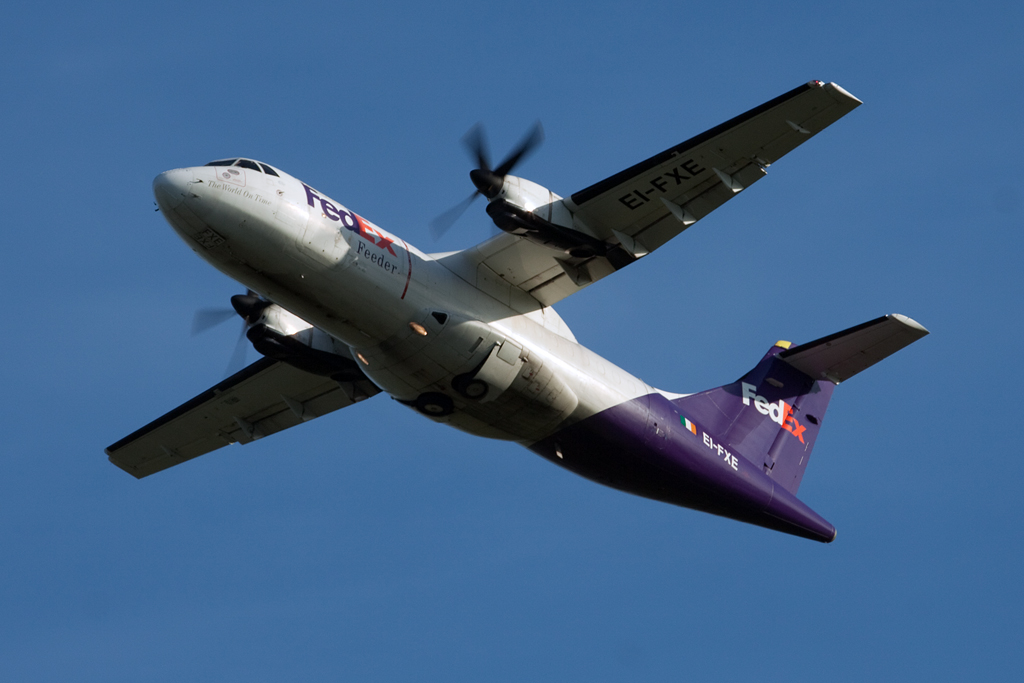
飛行中の機体下面。バルジの底面にタイヤ側面が露出しているのが見える。フェデックスの-300

1984年8月16日に初飛行。1985年12月3日に通算4号機がフランスのエールリトラルに引き渡され、同年12月9日に路線に初就航した。現在も改良が続けられ、世界各国の航空会社で運用されている。特に短距離路線や滑走路が短い地域空港に対応した設計となっている。
胴体は円形断面で、客室内の最大幅2.57 m, 全長13.85 m, 最大高1.91 mである。主翼は高翼配置で、低翼機に比べ客室からの視界が良好であるため、洋上監視機としても販売されている。降着装置は全てダブルタイヤ装備で油圧により格納される。主脚は胴体左右下部のバルジ（膨らみ）に格納されるが、脚扉のみで車輪扉はなく、格納時にもタイヤ側面が露出する。構造的に主翼エンジン主脚配置の競合ターボプロップ他機種と比較して主脚幅が狭いため横風に弱い特性がある。
貨物室は機体前方にあり、機体前方左側に1.27 m × 1.28 mの大型カーゴドアを装備するなど、採算が合いにくい地方路線で需要が多いコンビ機（貨客混載機）仕様が標準となっている。この貨物室の関係上、乗員乗客の乗降用ドアは機体後方左側にあり、機体後方右側には、機体後部にまとめられているギャレーや洗面所などに物品を出し入れするサービスドア（ヒンジ式）を装備する。
旅客型装備には、前方貨物室左扉をそのまま使い、客室の座席を撤去するだけで貨物を積載出来る応急貨物 (QC: QuickChange) 型と、拡張貨物専用左扉を新設し、床面ULD機材移動ローラーを設置し、より多くの貨物を積載可能とした貨物 (Freighter) 型があり、貨物型はフェデックスなどが地域航空貨物機として運用している。豪華な客室を備えた社用機仕様 (Corporate Version) や、飛行検査型も販売している。
ATR 42とATR 72は、右側のエンジンを運転させたままプロペラを回転しないようブレーキでロックして補助動力装置として使用する「ホテルモード」を採用しており、空港での待機中に騒音を抑えつつ客室の空調や照明を確保することが可能である。
機体の基本設計は試作段階からほぼ変更されておらず、エンジンやアビオニクスのアップグレードで改良が行われている。
機体規模からみた競合機はデ・ハビランド・カナダ (DHC) のDHC-8であるが、2020年代になり新型コロナウイルス感染症の流行などにより、DHCが工場を一時閉鎖しているため、ATR 42が市場を独占しつつある。
- ATR42が着陸する様子

## 開発・製造
フランスのアエロスパシアル（現エアバス・グループ）とイタリアのアエリタリア（アレーニア・アエロナウティカからアレーニア・アエルマッキを経て現レオナルド S.p.A）は、1980年代初めに40席クラスの輸送機計画をそれぞれ持っていて、アエロスパシアルはAS35, アエリタリアはAIT230という名で研究を行っていた。この2機種の機体計画はほとんど同じクラスだったため、統合し共同作業を行うことで協議が持たれ、1980年7月に協定が成立して開発に着手した。
2019年9月に納入前のATR 42-600型機が、メーカー試験飛行中にエンジン1基が停止して緊急着陸するトラブルを起こしてフランス航空事故調査局の調査が入ったため、該当機以降の引き渡しが遅延した。このため、日本エアコミューター (JAC) 発注のJA09JCと北海道エアシステム発注のJA11HCも引き渡しが遅れ、JACに関しては該当機を充てる予定だった便が欠航するなど運航に影響が出た。

## タイプ

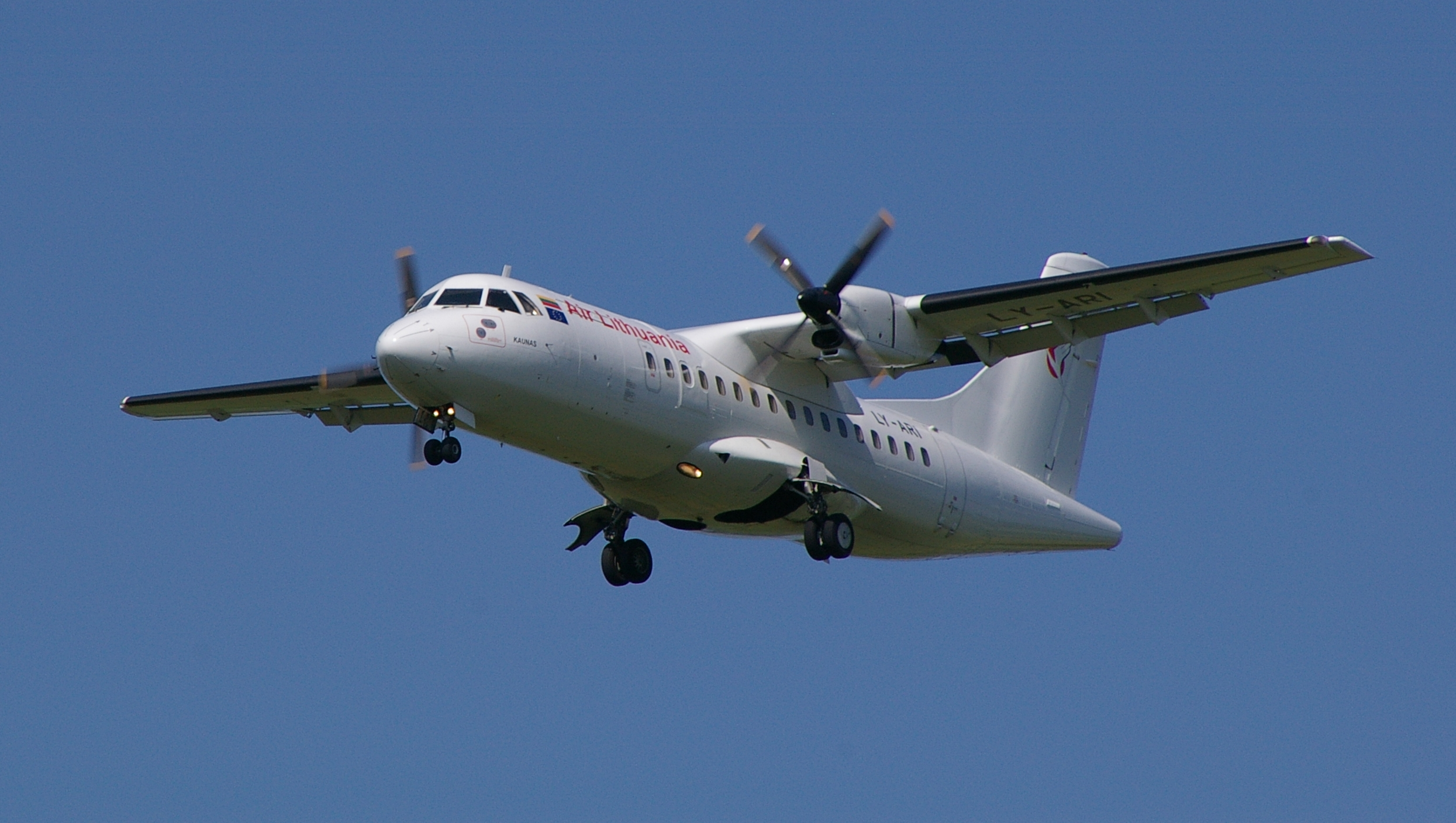
リトアニア航空の-300

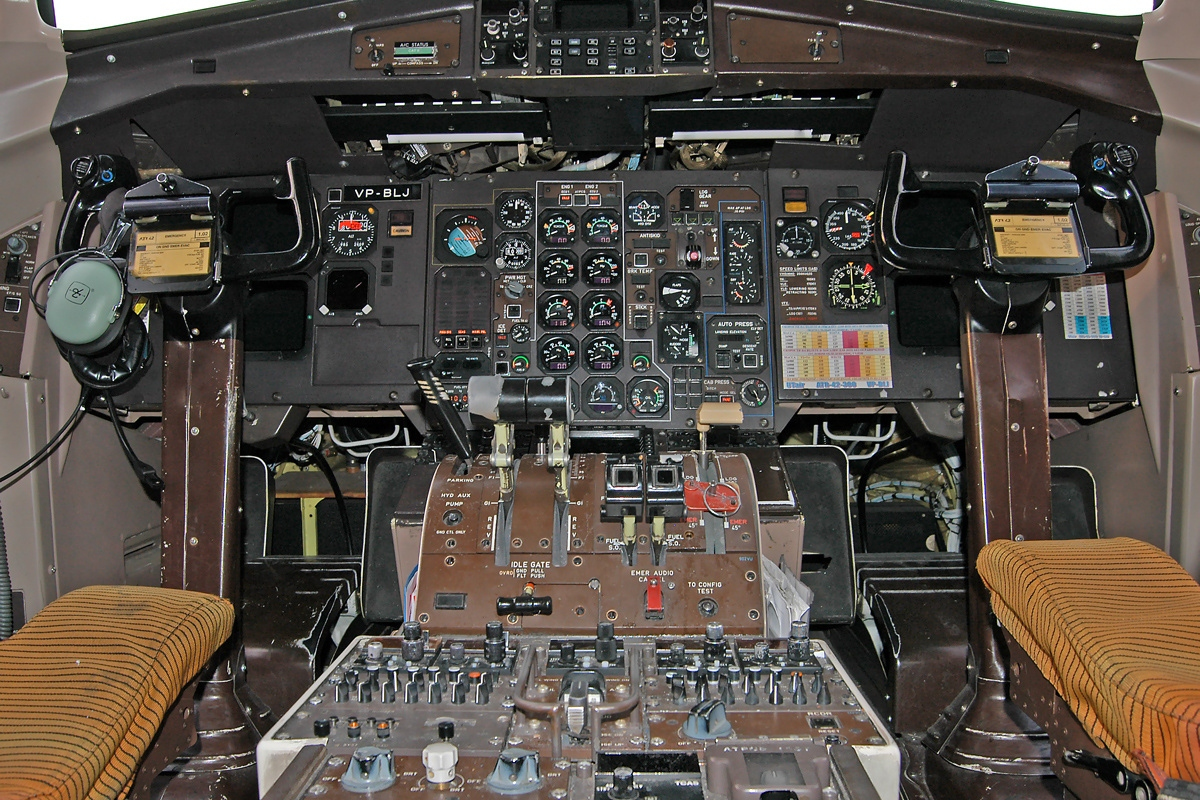
-300の操縦席（UTエアー機）

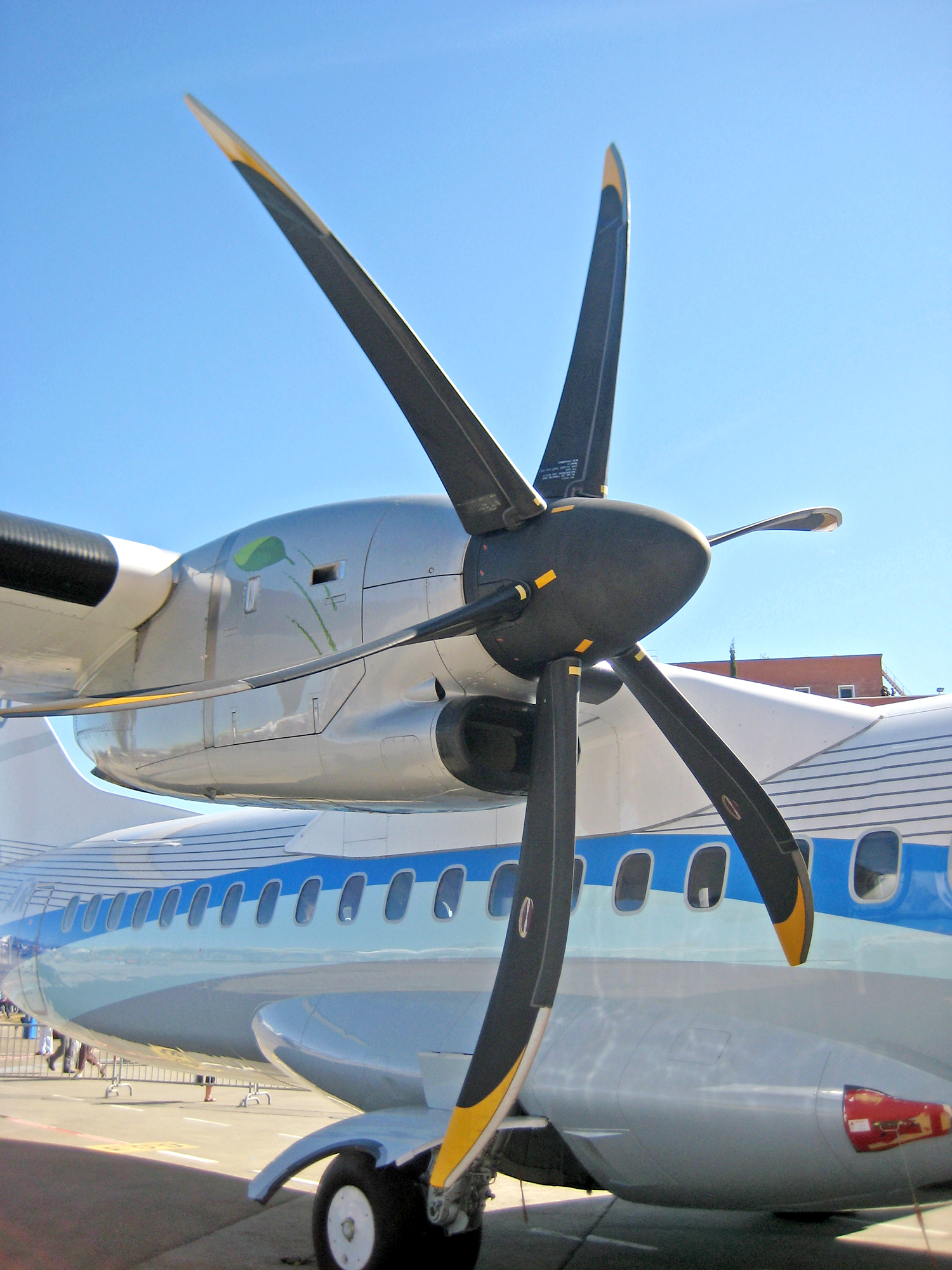
-600のプロペラとエンジンナセル

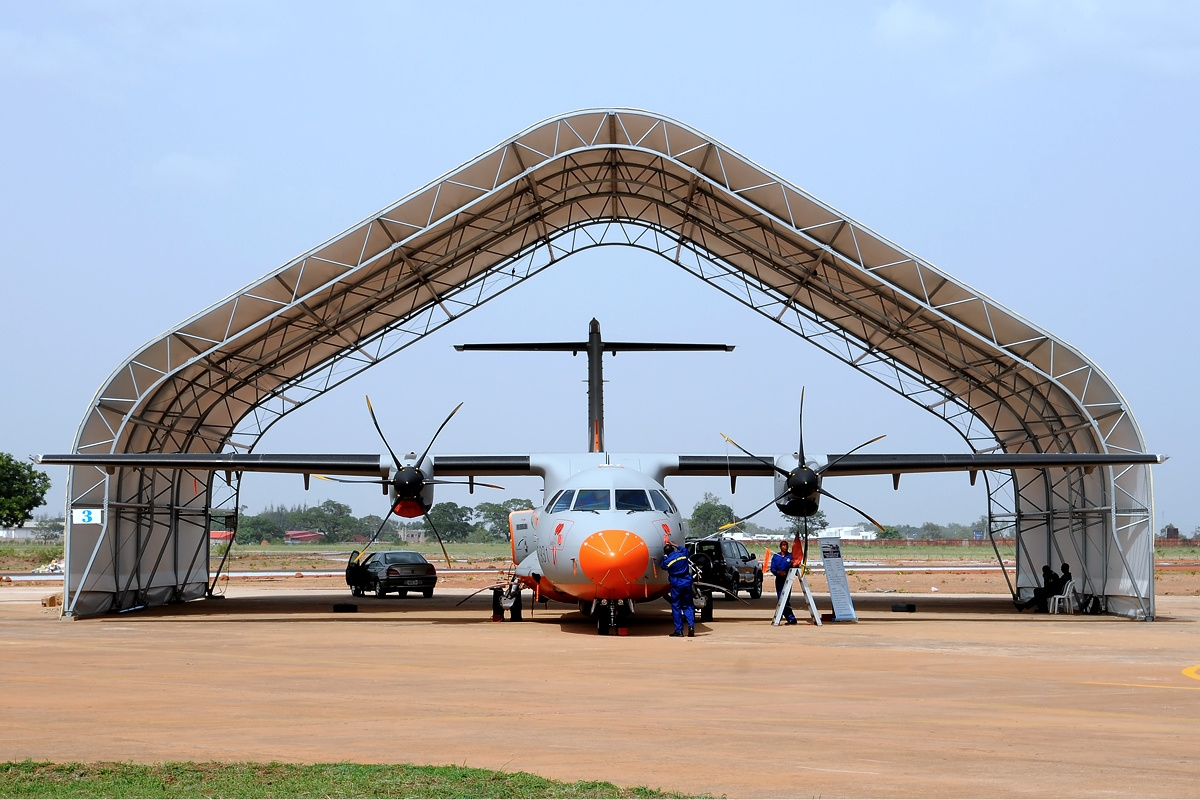
点検中のATR 42-500MP Surveyor（ナイジェリア空軍機）

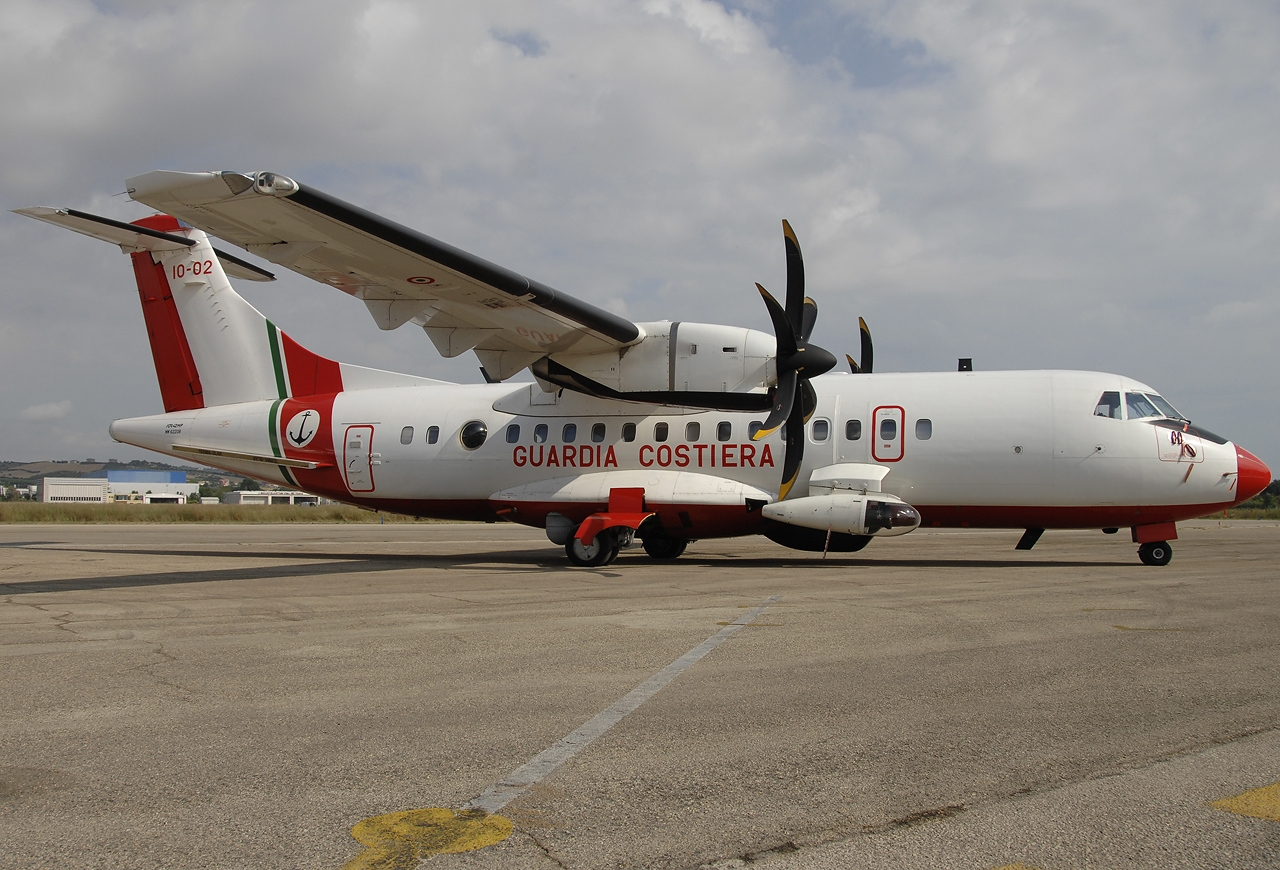
側面にカメラポッドを装備したATR 42-400MP Surveyor（イタリア沿岸警備隊）

### ATR 42-200
ATR 42の試作機で数機だけ製作された機体。エンジンはPW120で、出力が2,000 shp.

### ATR 42-300
最大離陸重量を引き上げ、1996年まで製作された基本生産型。

### ATR 42-320
エンジンをPW121（出力2,100 shp）へ換装し、最大離陸重量の引き上げと高温高地性能強化を行った型。最大離陸重量は300型から変わっていないが、エンジン重量が増加した分だけ搭載量が減らされている。

#### 貨物改修型
旅客型装備前方貨物室左扉をそのまま使用した応急貨物 (QC: QuickChange) 型と拡張貨物専用左扉を新設しULD機材可能とした貨物 (Freighter) 型が存在。

### ATR 42-400
200/300/320型のエンジンに六翅プロペラを装着した型。

### ATR 42-500
エンジンをPW127E（出力2,400 shp）へ換装し、搭載量の増大と離着陸性能の向上を図った機体。アビオニクスの更新により操縦性を改善するとともに、ICAO CAT IIのILS進入能力を備えた。

### ATR 42-600
2007年6月に発表された機種。エンジンをPW127Mへ換装し、500型からさらにアビオニクスを更新したほか、液晶ディスプレイによるグラスコックピット化が行われた。2010年3月に初飛行に成功し、2012年11月、タンザニアのプレシジョンエアへ初めて引き渡された。その後世界各国で人気を集めており、日本国内では天草エアラインが2代目「みぞか号」として2016年に初導入したほか、日本エアコミューターが8機を確定発注しており、2017年1月から受領開始し、同年4月より運航開始した。同様に北海道エアシステムも3機（確定2機、オプション1機）発注しており、2019年12月18日から受領開始し、2020年4月12日より運航開始した。
客室の内装にはイタリア人デザイナージョルジェット・ジウジアーロによる「アルモニア（調和）デザイン」を採用し、形状を見直して足元スペースを拡大した軽量シートを導入したり、同クラスのターボプロップ機よりも30パーセント広い手荷物収納スペースを確保するなど大幅に改良され、客室照明にはLEDを採用して明るい客室となっている。その他、日本エアコミューター (JAC) が運行している機材には特別仕様としてストレッチャーが設置可能となっている。
ILSなどの航法援助設備が十分でない空港や、計器進入での着陸基準であるRVR値が低く着陸できないような視界不良への対応策として、エルビット・システムズ社が開発した視界拡張装置（エンハンスト・ビジョン・システム）「ClearVision」がオプションとして用意される。これは機首に取り付けられた光学センサーからの情報と地形データなどをヘッドセット「SkyLens」に投影するJHMCSの民間転用品である。ClearVisionはガーンジー空港をハブ空港とするオーリニー・エア・サービスやロイヤルブータン航空で運行される機体に採用されている。
通常は1,050 mの滑走路を必要とするが、定員を22名まで減らすことで800 mでの離着陸が可能である。
北海道エアシステムのATR 42-600では、LPV (Localizer Performance with Vertical guidance) と呼ばれる進入方式が2022年9月に日本で初めて導入された。LPVはGNSSとSBASによる位置情報を利用した進入方式で、ILS CAT-Iと同等の最低降下高度を設定することができる。これにより、ILSが設置されていない空港における視界不良時の就航率向上が期待されている。2023年11月には日本エアコミューターの同型機でもLPVの運用が開始された。

#### ATR 42-600S
800 mの滑走路でも乗員を減らすことなく離着陸が可能となる短距離離着陸 (STOL) 性能向上型として、2017年6月21日に開発着手が発表された。2019年6月19日、パリ航空ショーにおいてSTOL型開発に日本政策投資銀行が参画したことも踏まえ、ATRは同日、この短距離離着陸型である42-600Sの開発を正式に発表し、2022年下半期までに型式証明取得を見込んでいた。
通常型に比べ低速時の操縦性を向上させる大型方向舵やATR42とATR72型双方のエンジン出力に切り替えることが可能な出力向上形エンジン、離陸時の揚力を向上させる25度まで設定可能なフラップ、減速用スポイラー、オートブレーキの採用などが計画されていた。
この新型機によりアクセス可能な空港が約500箇所へと増えることにより、25%分となるSTOL分野のマーケットシェア拡大を見込み、パリ航空ショーで17機の受注を獲得した。30 - 50席の機材を運用している離島路線など、標準型ではターゲットに含まれなかった市場にも売り込みが図られた。
ローンチカスタマーはエアタヒチで、ほかにリース会社のElix Aviation、非公開の顧客の3社も発注した。また、2021年11月16日にドバイ航空ショーで、トキエアが発注意向書 (Letter of Intent) を締結し、滑走路長890 mの佐渡空港への就航を協議検討することを発表した。
2021年3月、新型コロナウイルス感染症の影響により、開発スケジュールの再調整が行われ、初飛行は2023年の予定、納入開始は2025年初頭になる見通しが示された。
2022年5月11日、トゥールーズのフランカザル空港にてプロトタイプ（試験）機（機体記号：F-WWLY, 製造番号：811）が約2時間15分の初飛行と機体システムの性能測定などを実施。さらに2023年10月11日、42-600S型に搭載予定のプラット・アンド・ホイットニー・カナダ製エンジンがカナダ航空局より型式証明を取得した。
しかしその後、各地の空港施設の整備が進んだことにより、当初予測よりもSTOL機の対象市場が縮小することが市場調査によって判明。ATRは既存の機材ラインナップに注力する方針に切り替え、42-600S型の開発を中止することを2024年11月13日に発表した。

### ATR 42 Surveyor

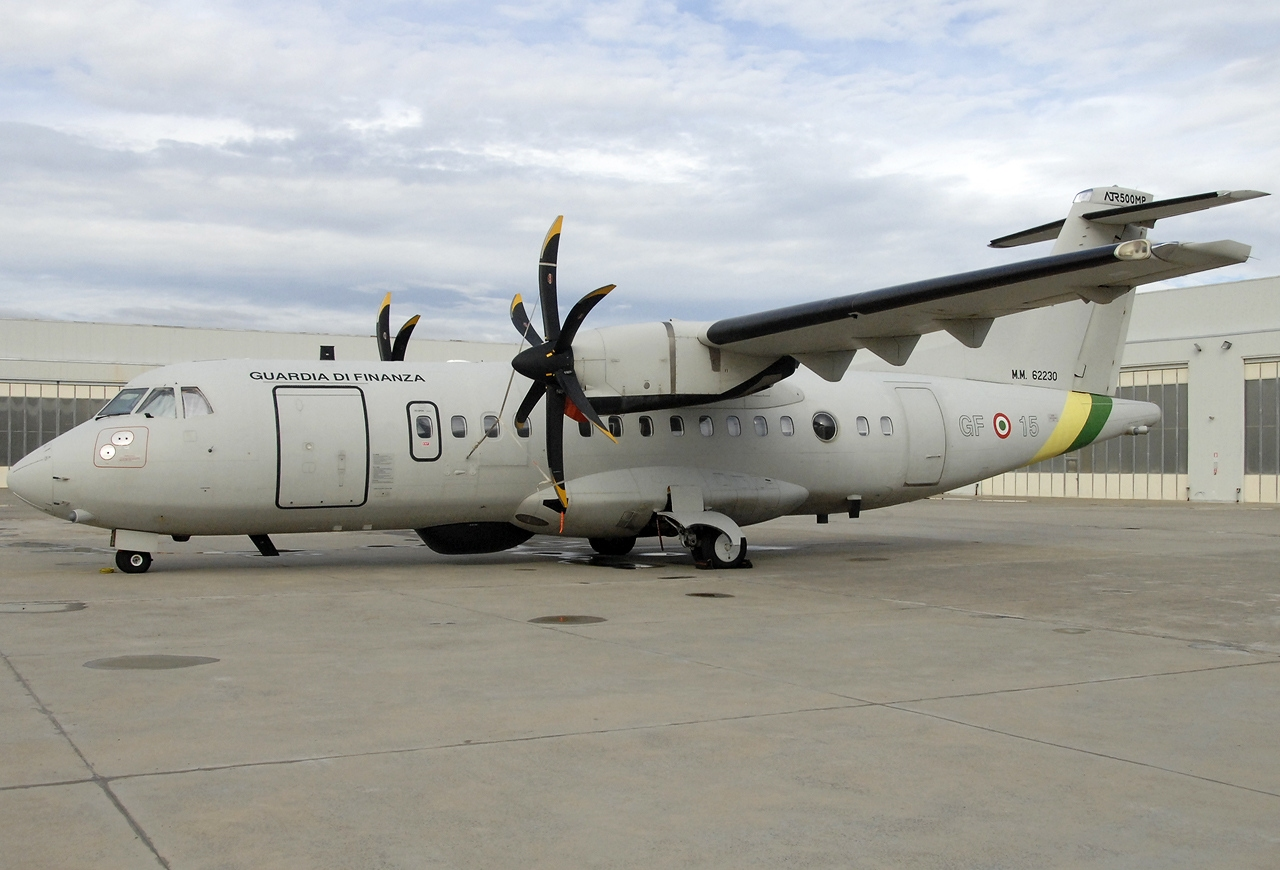
イタリア財務警のATR 42 Surveyor

軍・沿岸警備隊向けの洋上監視機。機体下部のレドームや側面のカメラポッドなどがオプションとして用意されている。
イタリアでは財務警察 (Guardia di Finanza)が国境監視用、イタリア沿岸警備隊が海洋救難用に導入している。

## 性能諸元
|                                 | ATR 42-200           | ATR 42-300            | ATR 42-320            | ATR 42-500            | ATR 42-600            | ATR 42-600S           |
| ------------------------------- | -------------------- | --------------------- | --------------------- | --------------------- | --------------------- | --------------------- |
| 運航乗務員                      | 2人                  | 2人                   | 2人                   | 2人                   | 2人                   | 2人                   |
| 座席数                          | 48席（標準）         | 48席（標準）          | 48席（標準）          | 48席（標準）          | 48席（標準）          | 48席（標準）          |
| 全長                            | 22.67 m (74 ft 5 in) | 22.67 m (74 ft 5 in)  | 22.67 m (74 ft 5 in)  | 22.67 m (74 ft 5 in)  | 22.67 m (74 ft 5 in)  | 22.92 m (75 ft 2 in)  |
| 全幅                            | 24.57 m (80 ft 7 in) | 24.57 m (80 ft 7 in)  | 24.57 m (80 ft 7 in)  | 24.57 m (80 ft 7 in)  | 24.57 m (80 ft 7 in)  | 24.57 m (80 ft 7 in)  |
| 全高                            | 7.59 m (24 ft 11 in) | 7.59 m (24 ft 11 in)  | 7.59 m (24 ft 11 in)  | 7.59 m (24 ft 11 in)  | 7.59 m (24 ft 11 in)  | 7.59 m (24 ft 11 in)  |
| 翼面積                          | 54.5 m2 (587 sq ft)  | 54.5 m2 (587 sq ft)   | 54.5 m2 (587 sq ft)   | 54.5 m2 (587 sq ft)   | 54.5 m2 (587 sq ft)   | 54.5 m2 (587 sq ft)   |
| 主翼アスペクト比                | 11.1:1               | 11.1:1                | 11.1:1                | 11.1:1                | 11.1:1                | 11.1:1                |
| ホイールベース                  | 8.78 m (28 ft 10 in) | 8.78 m (28 ft 10 in)  | 8.78 m (28 ft 10 in)  | 8.78 m (28 ft 10 in)  | 8.78 m (28 ft 10 in)  | 8.78 m (28 ft 10 in)  |
| キャビン長                      | 13.85 m (45 ft 5 in) | 13.85 m (45 ft 5 in)  | 13.85 m (45 ft 5 in)  | 13.85 m (45 ft 5 in)  | 13.85 m (45 ft 5 in)  | 13.85 m (45 ft 5 in)  |
| 自重                            |                      | 10,900 kg (24,000 lb) | 10,900 kg (24,000 lb) | 11,500 kg (25,400 lb) | 11,750 kg (25,900 lb) | 11,850 kg (26,120 lb) |
| 最大離陸重量 (MTOW)             |                      | 16,700 kg (36,800 lb) | 16,700 kg (36,800 lb) | 18,600 kg (41,000 lb) | 18,600 kg (41,000 lb) | 18,600 kg (41,000 lb) |
| 巡航速度                        |                      | 493 km/h (266 kn)     | 500 km/h (270 kn)     | 556 km/h (300 kn)     | 535 km/h (289 kn)     | 535 km/h (289 kn)     |
| 航続距離                        |                      | 832 km (449 nmi)      | 835 km (451 nmi)      | 1,302 km (703 nmi)    | 1,345 km (726 nmi)    | 1,260 km (680 nmi)    |
| 離陸滑走距離 （最大離陸重量時） |                      | 1,090 m (3,580 ft)    | 1,041 m (3,415 ft)    | 1,165 m (3,822 ft)    | 1,107 m (3,632 ft)    | 800 m (2,600 ft)      |
| 着陸滑走距離 （最大着陸重量時） |                      | 887 m (2,910 ft)      | 887 m (2,910 ft)      | 966 m (3,169 ft)      | 966 m (3,169 ft)      | 810 m (2,660 ft)      |
| 最大燃料容量                    |                      | 4,500 kg (9,900 lb)   | 4,500 kg (9,900 lb)   | 4,500 kg (9,900 lb)   | 4,500 kg (9,900 lb)   | 4,500 kg (9,900 lb)   |
| 実用上昇限度                    | 7,600 m (24,900 ft)  | 7,600 m (24,900 ft)   | 7,600 m (24,900 ft)   | 7,600 m (24,900 ft)   | 7,600 m (24,900 ft)   | 7,600 m (24,900 ft)   |
| エンジン (×2)                   |                      | PW120                 | PW121                 | PW127E/M              | PW127XT-M             | PW127XT-L             |
| 出典                            |                      | [ 37 ]                | [ 38 ]                | [ 39 ]                | [ 40 ]                | [ 41 ]                |

## 日本における動き

### 天草エアライン

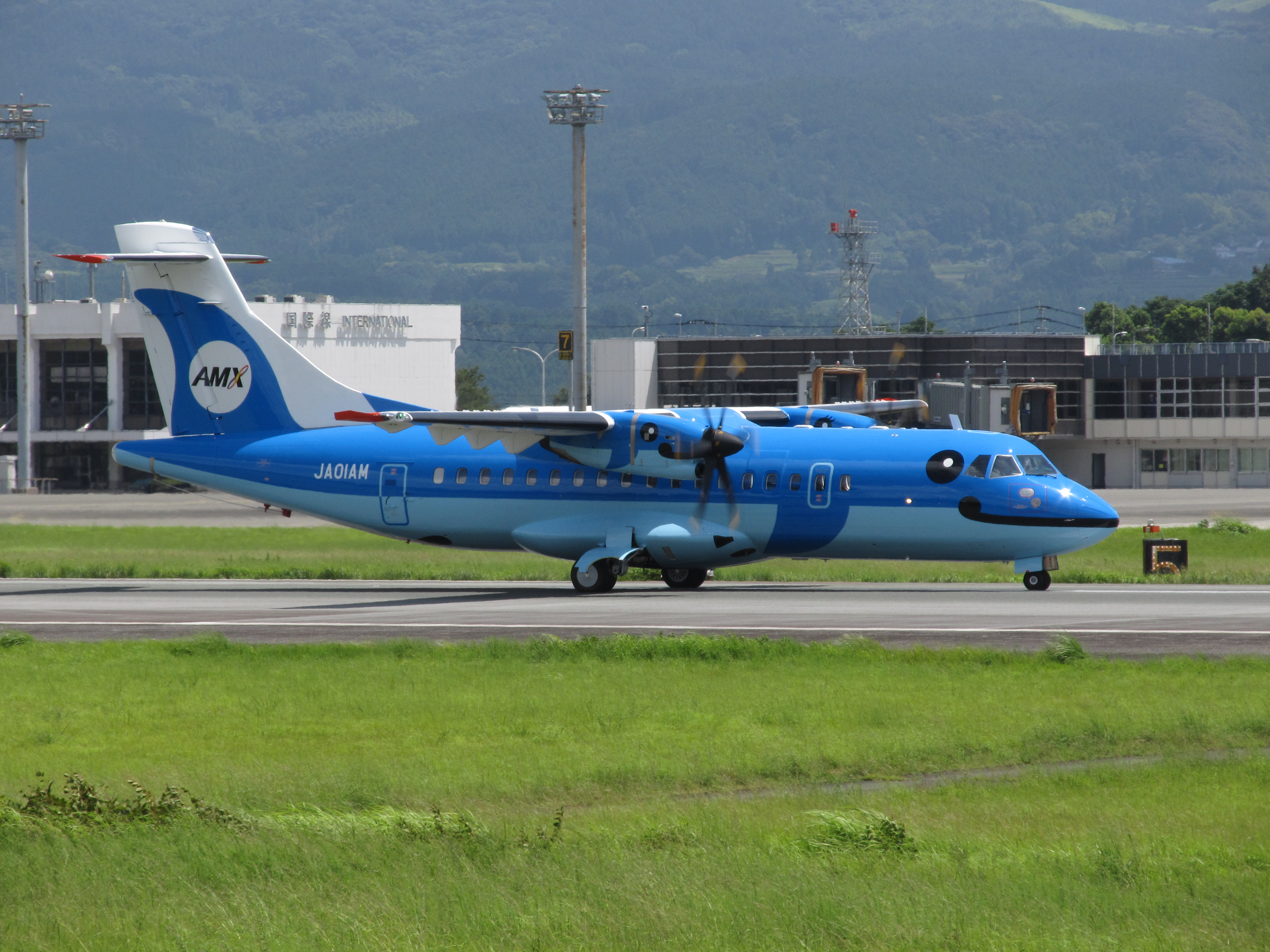
天草エアラインのATR 42-600（機体記号：JA01AM）

天草エアライン (AMX) で使用していたデ・ハビランド・カナダ DHC-8-Q100型機が、2014年（平成26年）頃には整備費が大幅に増加する時期を迎えるため、機材更新の検討に入り、整備費の抑制と新規集客などの選択肢として、2015年度（平成27年度）中の購入を目指し、ATR 42を候補に導入検討が進められた。熊本県天草市長の安田公寛は、「県と協議はするが、天草市単独でも購入する覚悟がある」と話し、購入に伴う約21億円の財源には合併特例債の基金を検討していた。
2014年5月、AMXはATR 42-600（48人乗り）を2016年（平成28年）1月に新規購入の上で導入する方針を明らかにし、筆頭株主である熊本県に機体購入費用の一部負担を要望したが、熊本県知事の蒲島郁夫は購入費の県負担を否定。地元だけで機体を購入した場合でも、天草飛行場の運営を含む運航経費の実質的な負担割合は、2014年（平成26年）から15年間で熊本県が75 %, 天草市・上天草市・天草郡苓北町の2市1町は25 %との試算を示し、理解を求めた。
2015年（平成27年）7月22日、AMXはノルディック・アビエーション・キャピタル社との間でATR 42-600のリース契約を締結した。同年8月14日受領し（機体記号：JA01AM）、2016年（平成28年）1月より就航。姉妹機のATR 72を導入予定だったリンクが就航前に破産したため、AMXが日本で初めてATR機を運航する航空会社となった。

### 日本エアコミューター
2015年（平成27年）6月15日、パリ航空ショーにて日本エアコミューター (JAC) とATRの間で調印式が行われ、2017年（平成29年）から引き渡し開始で8機を確定発注し、1機をオプションで契約し、14機の購入権付きの契約を行った。
JACは当時10機保有していたサーブ340を中心とする機材をATR 42で更新していく計画で、JAC代表取締役社長の安嶋新は「ボンバルディアが開発予定のDHC-8-Q400よりも小型の機体と比較して決めた」とし、「最新鋭のターボプロップ機であるATR 42-600型機の持つ快適性、経済性および信頼性と、JACがこれまで30年余りに渡って築きあげた安全運航体制の融合によって、種子島や屋久島、奄美群島など、鹿児島の離島をはじめとした西日本の各地をきめ細かく結び、JALグループの利便性の高いシームレスな航空ネットワークサービスを提供する」とコメントし、同型機を2015年から導入しているAMXからの整備事業の受託の可能性について、「一緒に離島路線を支えるパートナーとして、部品の共用などを検討していきたい」と語った。
初号機は2017年1月20日にJACが受領、同26日に鹿児島空港に到着し、4月26日から鹿児島 - 屋久島、沖永良部、5月28日から鹿児島 - 奄美で就航した。

### 北海道エアシステム
北海道エアシステム (HAC) は、会社設立以来から運航していたサーブ340を置き換えるべく、2018年（平成26年）7月18日にファーンボロー国際航空ショーにてATR 42-600型機3機（確定2機、オプション1機）の発注に関する覚書を締結した。2019年12月18日に初号機を受領し、2020年4月12日から札幌（丘珠）- 釧路、札幌（丘珠）- 函館で運航開始した。なお、3号機はATR機初のワンワールド塗装機である。2022年9月にLPV進入方式を日本で初めて導入した。2023年10月に4号機となるJA14HCを導入し、札幌（丘珠）- 中標津便を就航した。4号機には「eco PROP」と塗装されている。

### オリエンタルエアブリッジ
オリエンタルエアブリッジ (ORC) が保有していた2機のDHC-8-Q200が、2019年と2020年に構造寿命を迎えるにあたり、開発元のボンバルディアではすでに同型機の製造を中止していること、また就航先の壱岐空港の滑走路長が1,200 mであることから、ORCでは更新機材の有力な候補をATR 42に絞り、導入検討を進めていた。ORCは収支改善や事業の持続性維持を目的として、ANAウイングスが運用しているDHC-8ｰQ400をリース導入した九州域内の路線拡充を優先し、DHC-8-Q200の中古機1機を導入したが、入替退役機より経年中古機のため、根本的解決には至らない状況であった。
2021年12月、ATR42-600を48席仕様で2022年度から2機導入し、移行期間を経て2023年度から就航予定と発表された。1機目は2022年12月にORCに納入され、2023年7月から長崎県内離島路線に就航した。

### トキエア
2020年に新潟空港を拠点として設立されたトキエアは、先行して運航開始したATR 72型2機に続き、3号機としてATR 42-600を2024年12月に受領、2025年4月から営業運航に投入した。
またこれに加え、ATR 42-600Sを4号機として導入のうえ佐渡路線に投入する計画であった。過去に佐渡空港に就航していた新日本航空による運航が、企業体制整備を理由に休止中である一方、890 mの滑走路長から運航機材が限られており、参入する航空会社が見込めないなどの理由から、佐渡市の経済団体などは滑走路長を2,000 m級まで拡張したうえでジェット機の運航を望んでいるが、その費用対効果などの面から、現状の滑走路長のままでATR 42-600Sによる運航にする案が持ちあがっていた。しかし、2024年にATR 42-600Sの開発中止が発表されたことを受け、トキエアは3号機のATR 42-600による佐渡就航に方針転換した。

### 小笠原路線
空港を熱望する小笠原諸島では、東京都と国土交通省による調査が長年に渡って行われており、父島洲崎地区に新空港を設置する案、硫黄島を中継地として活用する案、水上機利用の3案が検討されたが、このうち硫黄島案と水上機案は困難な課題を短期的に解決できないとして洲崎地区案に絞られている。
当初1,200 mの滑走路長が検討されたが、これは切土が必要な上、湾内に滑走路が張り出す形となり、残土処理のほか、国立公園や世界遺産地域に該当するため環境大臣の認可も必要となる。環境省も生態系への影響などの懸念を発表しており、2017年の調査報告ではATR 42-600Sの就航を前提として滑走路長を1,000 mに短縮する案が採用された。また、2020年に発表された報告では、ATRの親会社であるレオナルド S.p.A傘下のアグスタウェストランドが開発中のティルトローター機・AW609も候補とされた。ただし、ATR 42-600SもAW609も航続距離が短く、復路運航のため小笠原側に航空機給油設備の設置が必須となるが、海の荒れる冬場は小笠原への安定した燃油輸送は難しく、また途中で引き返しが生じた場合、引き返す地点によっては燃料切れのおそれがある。本土 - 小笠原間の経路上に存在する八丈島空港は気流が小刻みに変化する離着陸の難しい空港であり、同空港に定期路線を持つANAも、専門の社内試験に合格した操縦士にしか運航を担当させていない。

## 事故・トラブル
- 1987年10月15日、ミラノ発ケルン行ATI460便 (ATR 42-312) が、イタリアのコモ湖近くに墜落。乗員3名乗客34名の全員が死亡。
- 1994年8月21日、ロイヤル・エア・モロッコ630便 (ATR 42-312) カサブランカ行きモロッコ国内線が離陸後出発空港近く山腹に墜落。乗員4名乗客40名の全員が死亡（ロイヤル・エア・モロッコ630便墜落事故）。
- 2008年2月21日、サンタバーバラ航空518便 (ATR 42-300) カラカス行きベネズエラ国内線が離陸直後に山腹に墜落。乗員3名乗客43名の全員が死亡（サンタバーバラ航空518便墜落事故）。
- 2010年9月13日、コンビアサ航空2350便 (ATR 42-320) ベネズエラ国内線が着陸侵入中に墜落。乗員乗客51名中17名が死亡（コンビアサ航空2350便墜落事故）。
- 2015年8月16日、トリガナ航空267便 (ATR 42-300) インドネシア国内線が着陸進入中に墜落。乗員5名乗客49名の全員が死亡（トリガナ航空267便墜落事故）。
- 2016年12月7日、パキスタン国際航空661便 (ATR 42-500) パキスタン国内線が着陸降下中に墜落。乗員5名乗客42名の全員が死亡（パキスタン国際航空661便墜落事故）。
- 2020年1月8日、日本エアコミューター (JAC) 3830便喜界発奄美行き（ATR 42-600型機/JA07JC）が奄美空港着陸時に突風に煽られ滑走路を逸脱、滑走路脇の草地に入り込んで停止し自力走行不能となった。乗客18人（幼児なし）と乗員3人（パイロット2人、客室乗務員1人）は全員無事だった[72]。損傷機体は同年2月に奄美空港JAC格納庫内で整備後、運用に復帰した[73]。2022年、国交省運輸安全委員会は航空重大インシデント調査報告書を公表し、該当機が左からの横風を受けて着陸した際、接地直後からの左への偏向の修正が遅れたため滑走路逸脱に至ったと推定した[74]。
- 2020年10月23日、上記1月8日と同じJACのJA07JCが、奄美発喜界行きJAC3785便で喜界空港着陸後に右翼プロペラが滑走路に接触、継続運航不可能となった[75]、機体は、鹿児島から整備部品を輸送し交換が完了した同年12月10日まで同空港のエプロンで養生保管されていた。